# ルーカス・ヴィントラ
ルーカス・ヴィントラ（Loukas Vyntra (ギリシア語: Λουκάς Βύντρα、1981年2月5日 - ）は、チェコスロバキア・モラヴィア・スレスコ州ムニェスト・アルブレフティツェ出身の元サッカー選手。元ギリシャ代表。現役時代のポジションはディフェンダー。
チェコ人の父とギリシャ出身の母を持つ。

## 経歴

### クラブ
2013年、レバンテUDに移籍した。
2015年6月27日、イスラエル・プレミアリーグのハポエル・テルアビブFCに移籍した。
翌年8月29日、キプロス・ファーストディビジョンのオモニア・ニコシアへ加入することが発表された。

### 代表
2005年、ギリシャ代表デビューを果たす。UEFA EURO 2008、2010 FIFAワールドカップのメンバーにも選ばれた。

## 代表歴

### 出場大会
- ギリシャ代表
  - 2010 FIFAワールドカップ
  - 2014 FIFAワールドカップ

### 試合数
- 国際Aマッチ 57試合 0得点（2005年-2015年）[3]

| ギリシャ代表 | 国際Aマッチ | 国際Aマッチ |
| 年           | 出場        | 得点        |
| ------------ | ----------- | ----------- |
| 2005         | 5           | 0           |
| 2006         | 5           | 0           |
| 2007         | 4           | 0           |
| 2008         | 7           | 0           |
| 2009         | 5           | 0           |
| 2010         | 10          | 0           |
| 2011         | 6           | 0           |
| 2012         | 2           | 0           |
| 2013         | 3           | 0           |
| 2014         | 6           | 0           |
| 2015         | 4           | 0           |
| 通算         | 57          | 0           |

## タイトル

### クラブ
パナシナイコス
- ギリシャ・スーパーリーグ：2003-04, 2009-10
- キペロ・エラーダス：2004, 2010